# Technecium
Technecium (chemická značka Tc, latinsky Technetium) je nejlehčí prvek v periodické soustavě, který nemá žádný stabilní izotop.

## Základní fyzikálně-chemické vlastnosti
Existence technecia byla předpovězena již roku 1871 D. I. Mendělejevem, který jej nazval eka-mangan. Skutečný důkaz existence tohoto prvku však podali teprve roku 1937 Italové Carlo Perrier a Emilio G. Segré ve vzorku kovového molybdenu, který byl v cyklotronu vystaven bombardování jádry deuteria. Z fyzikálního hlediska je zajímavé, že se za teplot pod 7,46 K jako čistý prvek stává supravodičem II. typu.
Ve sloučeninách se vyskytuje především v řadě mocenství od Tc+1 po Tc+7, z nichž nejstálejší jsou sloučeniny Tc+7, například oxid technecistý.

## Výskyt a využití
V přírodě se technecium vyskytuje jen v mimořádně stopových množstvích jako produkt radioaktivního rozpadu uranu 235U. Přitom z 1 g uranu vznikne pouze asi 27 mg Tc. Ve vesmíru bylo prokázáno stopové množství technecia v emisním spektru hvězd typu rudých obrů a tento důkaz slouží jako jeden ze zdrojů teorie o přeměně prvků uvnitř hvězdných jader.
V současné době je známo celkem 36 radioizotopů technecia, z nichž nejvýznamnější jsou 97Tc, 98Tc a 99Tc. Poslední dva jsou beta zářiče s poločasem rozpadu 4,2×106 a 2,111×105 roku, využívané v biologii a medicíně pro sledování metabolismu vybraných sloučenin a sledování kostní tkáně. Uměle lze tyto izotopy poměrně jednoduše připravit z izotopů molybdenu 97Mo a 98Mo jejich bombardováním neutrony v jaderném reaktoru.
Přehled izotopů:
| Izotop | Poločas rozpadu | Druh rozpadu                 | Produkt rozpadu |
| ------ | --------------- | ---------------------------- | --------------- |
| 85Tc   | 0,5 s           | p                            | 84Mo            |
| 86Tc   | 54 ms           | ε                            | 86Mo            |
| 87Tc   | 2,2 s           | ε                            | 87Mo            |
| 88Tc   | 5,8 s           | ε                            | 88Mo            |
| 89Tc   | 12,8 s          | ε                            | 89Mo            |
| 90Tc   | 8,7 s           | ε                            | 90Mo            |
| 91Tc   | 3,14 min        | ε                            | 91Mo            |
| 92Tc   | 4,25 min        | ε                            | 92Mo            |
| 93Tc   | 2,75 h          | ε                            | 93Mo            |
| 94Tc   | 4,883 h         | ε                            | 94Mo            |
| 95Tc   | 61 d            | ε                            | 95Mo            |
| 96Tc   | 4,28 d          | ε                            | 96Mo            |
| 97Tc   | 4,21×106 r      | ε                            | 97Mo            |
| 98Tc   | 4,2×106 r       | β−                           | 98Ru            |
| 99Tc   | 2,111×105 r     | β−                           | 99Ru            |
| 100Tc  | 15,46 s         | β− (100,00 %)/ε (2,6×10−3 %) | 100Ru/100Mo     |
| 101Tc  | 14,02 min       | β−                           | 101Ru           |
| 102Tc  | 5,28 s          | β−                           | 102Ru           |
| 103Tc  | 54,2 s          | β−                           | 103Ru           |
| 104Tc  | 18,3 min        | β−                           | 104Ru           |
| 105Tc  | 7,6 min         | β−                           | 105Ru           |
| 106Tc  | 35,6 s          | β−                           | 106Ru           |
| 107Tc  | 21,2 s          | β−                           | 107Ru           |
| 108Tc  | 5,17 s          | β−                           | 108Ru           |
| 109Tc  | 0,86 s          | β−                           | 109Ru           |
| 110Tc  | 0,92 s          | β−                           | 110Ru           |
| 111Tc  | 350 ms          | β−                           | 111Ru           |
| 112Tc  | 0,29 s          | β−                           | 112Ru           |
| 113Tc  | 160 ms          | β−                           | 113Ru           |
| 114Tc  | 100 ms          | β−                           | 114Ru           |
| 115Tc  | 83 ms           | β−                           | 115Ru           |
| 116Tc  | 56 ms           | β−                           | 116Ru           |
| 117Tc  | 85 ms           | β−                           | 117Ru           |
| 118Tc  | ?               | β−                           | 118Ru           |
| 119Tc  | >392 ns         | β−                           | 119Ru           |
| 120Tc  | >394 ns         | β−                           | 120Ru           |

## Výroba
Technecium se získává chemickou extrakcí z radioaktivního odpadu, vznikajícího při práci výzkumných jaderných reaktorů. Při výrobě 99mTc, izotopu technecia, používaného v medicíně, je využíván radioaktivní izotop molybdenu 99Mo, který je po extrakci a dalších úpravách dopravován do nemocnic v ocelových nádobách. Vzhledem k tomu, že poločas rozpadu jak 99Mo, tak 99mTc činí řádově hodiny (u 99mTc asi šest hodin), je tento proces logisticky velmi náročný. Navíc jej provádí jen několik zařízení na světě, takže výpadek některého z nich ohrožuje celý řetězec. Některé země proto vyvíjejí snahy o výrobu technecia jinou cestou, například kanadští vědci se jej pokoušejí získávat na urychlovačích ostřelováním terče z přirozeně se vyskytujícího izotopu 100Mo.